# اکسو، سینسیک
اکسو، سینسیک (به لاتین: Aksu, Sincik) یک منطقهٔ مسکونی در ترکیه است که در استان آدیامان واقع شده‌است.